# Compressor (efeito)
Compressão da Gama Dinâmica, também chamado de DRC (do inglês dynamic range compression), ou simplesmente compressão, é um processo que ajusta nível de um sinal gerado por uma fonte sonora. A compressão pode ser utilizada sobre uma gravação, ao vivo sonorização, e radiodifusão para controlar o volume de áudio. O dispositivo utilizado para aplicar esse efeito é chamado compressor e pode ser analógico ou digital.
A manutenção do nível de sinal dentro de limites estabelecidos provoca uma diminuição da variação entre os picos e vales da onda sonora, consequentemente reduzindo a intensidade das alterações de dinâmica. O uso desse efeito pode evitar altos níveis de sinal indesejados ou ruídos em baixos níveis de sinal, proporcionando um maior controle de amplitude.
Seu uso pode ser feito também a fim de obter deliberadamente a homogeneização do som original, a partir da manutenção de níveis elevados de sinal.

## Básico

A relação entre o nível de entrada, o nível de saída e a redução de ganho em um compressor

Em termos simples, um compressor é um controle automático de volume.
Sons de maior intensidade, acima do "threshold" - um determinado limite configurado -são reduzidos em nível, enquanto os sons de menor intensidade, abaixo desse limite, são mantidos com o nível original. (Isso é conhecido como compressão para baixo,enquanto o menos comum compressão para cima envolve a tomada de sons abaixo do limite mais alto, enquanto as passagens mais altas permanecem inalteradas). Desta forma, reduz o dynamic range de um sinal de áudio.
Isso pode ser feito por razões estéticas, para lidar com as limitações técnicas dos equipamentos de áudio, ou para melhorar a audibilidade de áudio em ambientes ruidosos.Em um ambiente ruidoso, ruído de fundo pode se sobrepor sons mais baixos (como ouvir o som do carro enquanto dirige.
Dessa forma, consegue se um áudio no qual os níveis de som mais altos não incomodem ou "clipem" e os níveis mais baixos são mantidos audíveis. (Como nesse processo a amplitude de sinal é dimunuida, aplica -se, normalmente um determinado nível de ganho, aumentando o sinal já homogeinizado).
Em contrapartida, existe o processo complementar de um expansor, que desempenha a função  oposta de um compressor, i.e., an expander aumenta a gama dinâmica do sinal de áudio.
Um compressor reduz o ganho (nível master) de um sinal de áudio, se o sinal excede um certo limite (threshold). A quantidade de redução de ganho é determinada pelo ratio.  Por exemplo, com um ratio de 4:1, em um momento no qual o sinal de entrada excede em 4dB o limite, este é limitado a 1dB já quando o nível de entrada é de 8 dB acima do limite, o nível de saída será de 2 dB; uma redução de 6 dB.
Exemplo de compressão 4:1:
Limite (Threshold) = −10 dB
Entrada (Input) = −6 dB (4 dB acima do limite)
Output = −9 dB (1 dB acima do limite)

Compressor analogico é um efeito muito pouco conhecido (poucos sabem como regular um compressor analogico). Já o digital (plugins de computador) é bem mais entendido pelos técnicos de áudio.
Existe uma critica sobre a utilização excessiva dos compressores, sobretudo quando configurados de forma errada (um "ratio", ou taxa de compressão alta demais por exemplo causa a perda da dinâmica da música). Apesar disso, o compressor, quando bem utilizado é uma ferramenta extremamente útil na produção musical e sonora de modo geral, já que também é bastante utilizado em produções e transmissões ao vivo.